# Boti (instrument)

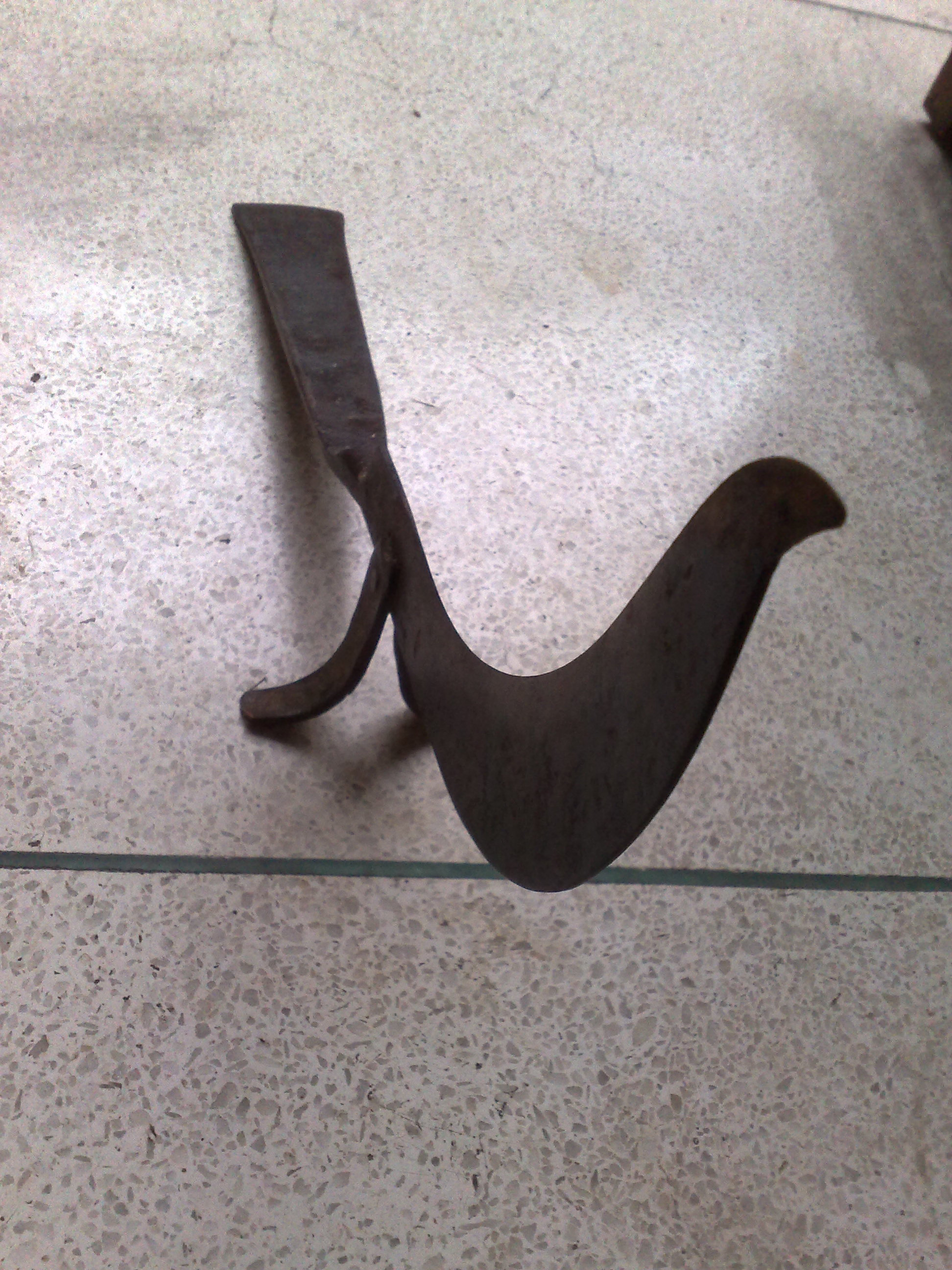
De Boti.

Boti (ook bekend als Dao in de meeste gebieden van Bangladesh) is een snij-instrument afkomstig uit Zuid-Azië, met name uit India en Bangladesh. Het is een lang gebogen blad met een platform, dat met de voet tegengehouden dient te worden. Beide handen worden gebruikt om het te snijden voedsel vast te houden. De methode kan worden gebruikt om kleine garnalen tot grote pompoenen te snijden. Een grotere versie van de Boti, met een groter mes, wordt gebruikt voor het strippen en snijden van vis. 